# پدرو ریوس
پدرو ریوس (انگلیسی: Pedro Ríos؛ زادهٔ ۱۲ دسامبر ۱۹۸۱) بازیکن فوتبال اهل اسپانیا است.
از باشگاه‌هایی که در آن بازی کرده‌است می‌توان به باشگاه فوتبال رکریتیوو اوئلوا، باشگاه فوتبال لوانته، باشگاه فوتبال کوردوبا، باشگاه فوتبال ختافه، و باشگاه فوتبال خرز اشاره کرد.